# Aert van der Neer

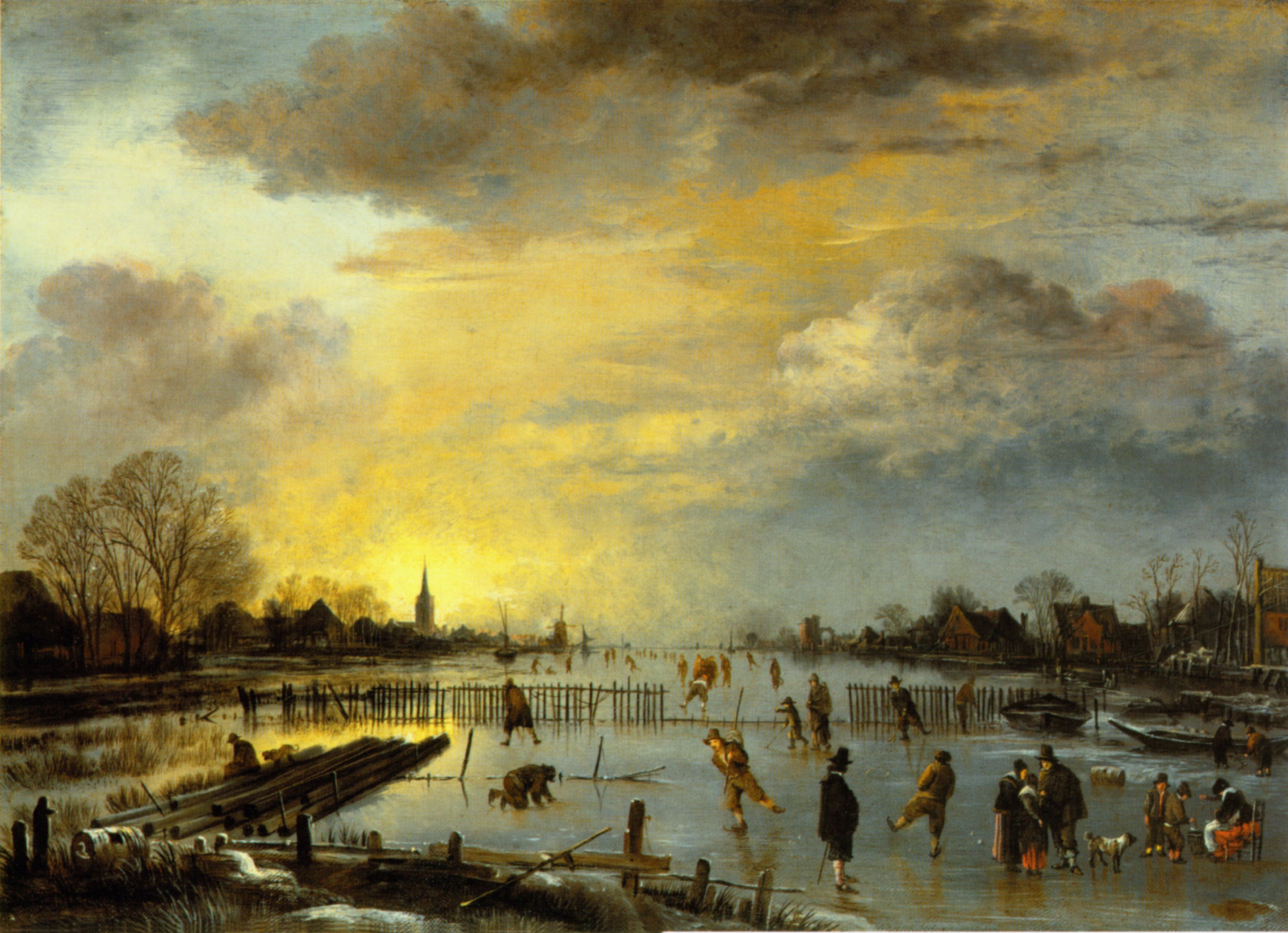
Paesaggio invernale con pattinatori al tramonto, 1655-1660 circa, Gemäldegalerie di Berlino

Aert van der Neer (Amsterdam, 1603-1604 circa – Amsterdam, 9 novembre 1677) è stato un pittore olandese.

## Biografia
A Gorinchem, dove aveva un lavoro come amministratore di una proprietà, dovette entrare in contatto coi pittori di paesaggi Rafael e Joachim Camphuysen, che ebbero una decisiva influenza sulle sue prime opere. All'inizio degli anni trenta si trasferì ad Amsterdam, dedicandosi esclusivamente alla pittura e raggiungendo presto uno stile indipendente. I segni di affermazione furono comunque pochi e distanti nel corso della sua vita, tanto da essere costretto poi a lavorare anche come locandiere. Morì in condizioni di povertà.
Nonostante lo scarso successo in vita, van der Neer è stato rivalutato dalla critica successiva come uno dei più importanti paesaggisti del suo tempo. Affascinato dalla resa luminosa sulla terra, sull'acqua e nel cielo, sperimentò la pittura di varie situazioni atmosferiche, dal tramonto al chiaro di luna, fino ai bagliori durante un incendio. A differenza di artisti contemporanei come Jan van Goyen e Salomon van Ruysdael non era attratto dai toni smorzati e confusi dalla foschia, ma piuttosto dalla luce più scintillante, dai riflessi, dai tenui bagliori notturni, dalle iridescenze sul ghiaccio e la neve nei paesaggi invernali.
Suo figlio Eglon Hendrik van der Neer fu pure un pittore.